# Бобовица (Самобор)
Бобовица је насељено место у саставу града Самобора у Загребачкој жупанији, Хрватска. До територијалне реорганизације у Хрватској налазила се у саставу старе загребачке приградске општине Самобор.

## Становништво
На попису становништва 2011. године, Бобовица је имала 285 становника.

## Попис1991.
На попису становништва 1991. године, насељено место Бобовица је имало 290 становника, следећег националног састава:
| Попис 1991.‍  | Попис 1991.‍  | Попис 1991.‍ | Попис 1991.‍ | Попис 1991.‍ |
| ------------ | ------------ | ----------- | ----------- | ----------- |
|              |              |             |             |             |
| Хрвати       | Хрвати       |             | 282         | 97,24%      |
| Срби         | Срби         |             | 1           | 0,34%       |
| неопредељени | неопредељени |             | 3           | 1,03%       |
| непознато    | непознато    |             | 4           | 1,37%       |
| укупно: 290  |              |             |             |             |